# Don Segundo Sombra
Don Segundo Sombra est un roman rural de l’écrivain argentin Ricardo Güiraldes, paru en 1926 à San Antonio de Areco (Argentine). Il s’inscrit dans le genre dit gauchesco (genre littéraire qui met en scène des gauchos, en raconte le mode de vie, souvent en adoptant leur langage particulier), dont il est assurément, avec le poème narratif Martín Fierro de José Hernández et le Facundo de Sarmiento, un des sommets, voire l’aboutissement. Au contraire du poème de Hernández, le roman de Güiraldes ne revendique pas, pour le gaucho, une place dans la société argentine, mais s’applique seulement à l’évoquer comme personnage légendaire (sombra signifie ombre en espagnol), sur un ton élégiaque. Le roman se présente en même temps sous la forme d’un roman d’apprentissage, le narrateur, ancien disciple de Don Segundo, donnant en effet un compte rendu de sa longue initiation au métier de gaucho, avec ses épreuves, ses échecs, ses conquêtes, sous la conduite de son maître. C’est, en tout état de cause, un des grands classiques de la littérature hispano-américaine.

## Le titre
Le titre de ce livre ― dont il faut rappeler qu’il fut écrit par un propriétaire terrien, savoir R. Güiraldes ― apparaît symptomatique, semblant suggérer un subalterne, n’eût été par ailleurs le traitement respectueux qui s’exprime par le titre d’honneur Don (dérivé du latin Dominus = seigneur, monsieur), propre à faire contrepoids (et peut-être Güiraldes en eut-il conscience) à la subalternité et à faire entendre que le système de valeurs du gaucho, ses principes, pour autant qu’il sache les préserver, est supérieur au système de valeurs bourgeois. À travers ce gaucho, Ricardo Güiraldes s’applique à nous montrer, dans une façon de voyage initiatique, ce que sont les vertus campagnardes de courage, d’honneur, de loyauté (qui ne se confond pas avec une attitude subalterne), de respect d’autrui, etc.

## Matériaux et point de vue

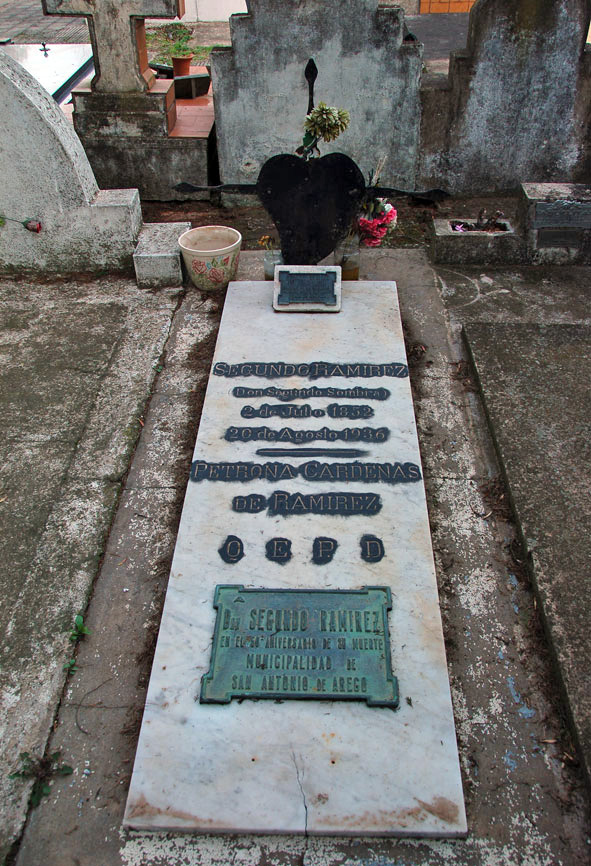
Tombe de Segundo Ramírez.

Ce roman, qui représente la tentative la plus aboutie de l’auteur de rénover le genre littéraire gauchesco, constitue en même temps une des réalisations les plus marquantes du roman national argentin du XXe siècle. C’est un paysan réel, répondant au nom de Segundo Ramírez, qui servit de modèle au personnage principal de Segundo Sombra. La description qui est donnée de Don Segundo coïncide en tous points avec la photographie qui a été conservée de Segundo Ramírez : « La poitrine était ample, les membres osseux comme ceux d’un poulain, les pieds courts au cou-de-pied bombé, les mains épaisses et tannées pareilles à une carapace de tatou, son teint indianisé, ses yeux légèrement relevés vers les tempes et menus. Pour converser, il eût été mieux sans doute de rejeter vers l’arrière le chapeau à bord étroit, et découvrir une toison coupée comme du crin à la hauteur des sourcils ».
L’auteur s’est servi, comme matière première de son récit, des expériences vécues par lui dans la campagne de San Antonio de Areco, où sa famille possédait un domaine. Toutefois, le dessein premier de l’œuvre n’est pas de donner une description réaliste de cette campagne ou d’en exposer les coutumes particulières, mais de montrer, en adoptant le point de vue du narrateur ― le jeune garçon Fabio Cáceres ―, le développement spirituel et physique d’un adolescent qui mûrit et se fait homme aux côtés d’un gaucho authentique, à charge, pour Fabio, de relater à la première personne, dans l’ordre chronologique (abstraction faite du début du roman), d’abord les épisodes de son enfance d’orphelin à la maison de ses tantes, puis ses années d’apprentissage des travaux de harnachement et de domptage, ensuite la transformation finale du personnage induite par l’héritage inopiné d’une fortune considérable, et, enfin, le dénouement du récit impliquant la séparation définitive d’avec le gaucho. C’est ce dernier événement qui a été pris pour point de départ de la narration ; ainsi le livre prend-il l’allure d’une évocation nostalgique et suave, avec des accents élégiaques et douloureux, à la suite du renoncement par Fabio à une existence de liberté, tendre et heureuse, aux côtés du taciturne Don Segundo. Aussi, les deux personnages principaux, le gaucho âgé, blanchi sous le harnais et silencieux, et le jeune valet de ferme qui considère Don Segundo comme son « parrain », forment-ils un couple qui évolue sous notre regard dans un temps déjà révolu, vu avec l’admiration aveugle d’un garçon qui, sous les instances de son tuteur, s’emploie à s’endurcir ; Don Segundo fait par là figure de vision vivante, idéalisée et mythique, semblant appartenir à un passé irrévocablement perdu.

## Fabio, le disciple
Fabio évoque les jours singuliers de son enfance et rend compte de sa mutation progressive en gaucho ; son équipement et la possession d’un cheval témoignent de cette transformation. Celle-ci est attribuée à Don Segundo, qui, au terme de cinq ans, après avoir joué le rôle de tuteur dans l’apprentissage des tâches rurales propres au gardien de bétail, de guide et de dompteur, a réussi à faire de lui un homme. Mais la formation ne se limite pas à l’aspect matériel. Sur le plan moral et spirituel, elle aura visé à tremper le caractère et à permettre l’acquisition d’une certaine attitude vis-à-vis de l’existence ; il s’agit de se faire siennes les qualités de résistance et de sang-froid dans la lutte, de fatalisme, pour accepter sans maugréer les faits survenus, de force morale devant les aventures sentimentales, de méfiance à l’égard des femmes et de la boisson, de circonspection et prudence avec les étrangers et la foi dans les amis. Se superposent ainsi, en un ensemble émouvant, le processus de formation d’un homme qualifié et utile, et celui, concomitant, du façonnement d’une personnalité moralement intègre. Du reste, l’acquis de ce double apprentissage ne sera pas altéré, même après que Fabio, attaché aux biens qu’il vient d’hériter, et résolu déjà d’être un homme cultivé, s’avise qu’il ne pourra pas retenir son maître à ses côtés, Don Segundo étant, comme le disciple le sait fort bien, « un esprit anarchique et solitaire à qui la société prolongée des hommes finissait toujours par procurer une invariable lassitude ».

## Aspects politiques

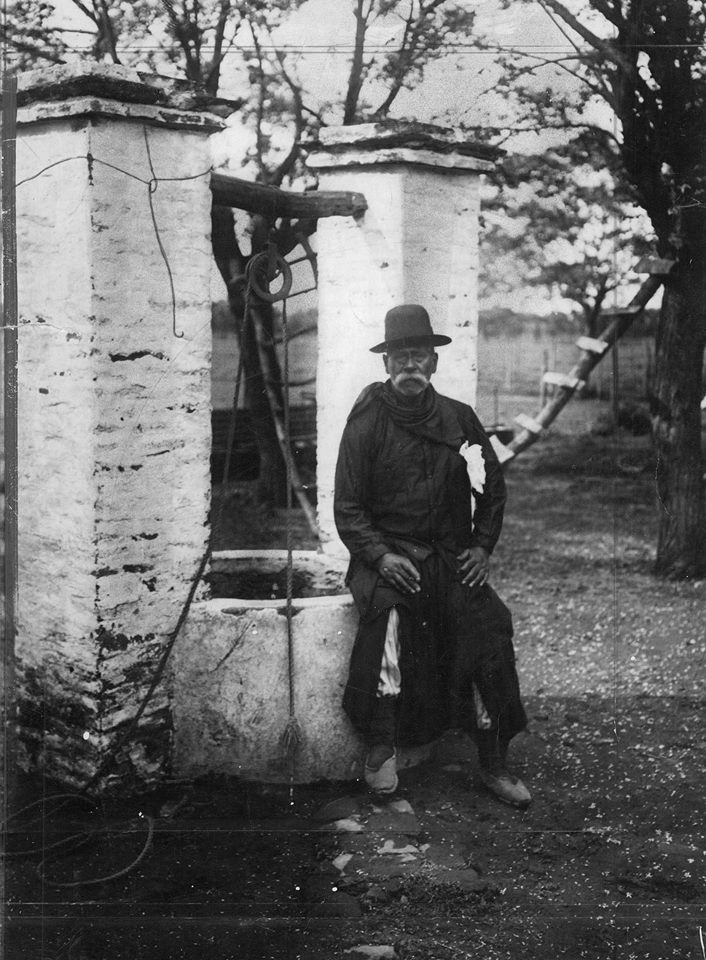
Segundo Ramírez, paysan de San Antonio de Areco, servit de modèle au personnage central du roman.

À sa première rencontre avec Don Segundo, Fabio le dépeint comme un fantôme ou une ombre (sombra, en espagnol) fugace. « Il m’a semblé voir un fantôme, une ombre, quelque chose qui passe et qui tient plus d’une idée que d’un être… ». Ce patronyme de Don Segundo fournit une clef permettant de le situer dans le paysage mental de Fabio, mais aussi de Ricardo Güiraldes. C’est à un gaucho idéalisé, somme de toutes les vertus de l’homme rural en son essence, que nous avons affaire. 
Les critiques littéraires proches de la gauche argentine, assidus à dépister les préalables idéologiques qui courent à travers le texte, ne se sont pas fait faute de souligner que Don Segundo Sombra n’est qu’une vision nostalgique et élégiaque, propre aux possédants, et de l’opposer au personnage combatif, pugnace et revendicatif qu’est Martín Fierro. Et certains de mettre en relation l’état du champ littéraire argentin de cette époque et la situation socio-politique de l’alvearisme ; de pointer que le roman de Güiraldes est au service d’un programme esthético-idéologique, c’est-à-dire où normes esthétiques et desseins politiques sont intimement imbriqués ; de mettre en lumière que cette sorte de légitimité dont se réclame plus ou moins explicitement Don Segundo (« Qui, plus qu’un conducteur de bétail, est maître de la pampa?… la pampa de Dieu avait été bien mienne… »), cet « orgueil de seigneur et de dompteur », reproduit en réalité, à un autre niveau, l’obtention d’un droit naturel à être seigneur, propriétaire terrien, estanciero, et argentin, que donc cette légitimité relève du droit du sang et participe, affirment les critiques de gauche, d’une xénophobie plus ou moins latente, d’un rejet des immigrants et de leurs enfants, lesquels parlent mal l’espagnol du Río de la Plata et constituent les nouvelles classes sociales montantes ; de relever que la distance qui sépare le propriétaire terrien d’avec le gardien de bétail, et l’avant-gardisme littéraire d’avec le monde qu’il prétend représenter, est la même que celle qui sépare une oligarchie se repliant sur ses privilèges âprement maintenus d’avec ce monde passé réel qu’elle (l’oligarchie) ne peut ou ne veut pas voir et que pour cela elle s’emploie à mythifier, en quête d'une justification spiritualiste de sa propre persistance ; et d’attirer l’attention sur le rapport à l’argent qu’entretient Don Segundo, rapport de détachement, pas le moindrement problématique, qu’on pourrait qualifier d’aristocratique, comme si l’argent était une chose trop indigne pour qu’un gaucho se préoccupât de lui, rapport symptomatique reflétant la position sociologique de l’auteur, et rien que cela. En résumé: le roman est pétri de principes esthétiques et moraux au service d’une idéologie politique.
Face à ces polémiques politiques, Ernesto Sábato déclara, faisant allusion à la critique marxiste: « Un critique de gauche, qui prétend utiliser Karl Marx comme maître, soutient que le Don Segundo Sombra de Güiraldes n’existe pas, qu’il est à peine autre chose que la vision qu’un propriétaire terrien peut avoir de l’antique gaucho de la province de Buenos Aires ; ce qui reviendrait plus ou moins à accuser Homère de falsification, au motif que des enquêtes exhaustives effectuées dans les montagnes calabraises et siciliennes n’ont pas permis de déceler un seul cyclope ».

## Langage
Le langage utilisé dans le roman est de façon générale assez sobre, mais le vocabulaire comporte d’autre part, dans les dialogues plus particulièrement, de nombreux régionalismes gauchescos propres à la plaine argentine, et aussi des vocables d’usage courant en Argentine, plus précisément, dans la province de Buenos Aires. Une bonne édition de l’œuvre ne pourra donc pas l’impasse sur un glossaire. 
Le parler étincelant et pittoresque des hommes de la campagne donne de la vraisemblance au texte et en est assurément un des attraits. Cependant, s’il reproduit en effet, avec un parti de fidélité, la parlure gaucho dans les dialogues, et si un style d’écriture a été mis en œuvre spécialement apte à capter les prudences du campagnard, ses ironies et ses plaisanteries d’homme du peuple, c’est en revanche à partir du code avant-gardiste qu’a été élaboré le reste de la narration, code dont les métaphores symbolistes, l’inventionnisme et les tournures familières constituent les ingrédients. La prose de Güiraldes conjugue donc des accointances lyriques avant-gardistes avec le goût de l’aristocrate pour les choses de la terre. 
Le constat, diraient les critiques de gauche, est ici le même, et se trouve en parfaite cohérence avec les intentions politiques sous-jacentes : le constat d’un gaucho mythifié raconté par un propriétaire terrien symboliste.
Par cette œuvre se clôt au XXe siècle le cycle de la littérature « gauchesca » amorcée au XIXe. Trois œuvres se détachent: le Facundo épopée de Domingo Faustino Sarmiento parue en 1845, sous-titré Civilisation et Barbarie et qui met en scène le conflit entre ces deux tendances durant la guerre civile en Argentine dans les années 1820, considéré par Borges comme une des meilleures œuvres de toute la littérature argentine ; Martín Fierro ensuite, poème de José Hernández, épopée nationale argentine, qui nous donne à voir la malheureuse figure du gaucho de la période postérieure à la dictature de Rosas, figure persécutée, oubliée et souvent dédaignée ; et enfin Don Segundo Sombra.

## Éditions

### Éditions en espagnol
Outre l'édition originale de 1926, l’édition de référence est sans conteste celle, d’une qualité inégalée, parue en 1988 (et suivie quasi immédiatement d’une réédition en 1989) dans la collection Archivos, sous les auspices de l’Unesco. Cette édition critique, confiée au coordinateur Paul Verdevoye, contient, outre l’œuvre dans son intégralité, une profusion de notes, une brève étude liminaire d’Ernesto Sabato, une importante notice de Verdevoye et un éclairage philologique d’Élida Lois. À la fin de l’ouvrage, jouxtant un précieux glossaire, ont été reprises deux séries de lettres, dont celles que s’échangèrent Güiraldes et Valery Larbaud.

### Éditions françaises
- Don Segunde Sombra, traduit par Marcelle Auclair, revue par Jules Supervielle et Jean Prévost, Paris, Gallimard, 1932 (BNF 31739838)
- réédition, Paris, Gallimard, coll. « La Croix du Sud », 1953 (BNF 41652909)
- réédition, Phébus, coll. « D'aujourd'hui. Étranger », 1994  (ISBN 2-85940-308-6)
- réédition, 10/18, coll. « Domaine étranger » no 2899, 1997  (ISBN 2-264-02058-X)
- réédition, Éditions Sillage, 2007  (ISBN 2-916266-17-8)

## Adaptation cinématographique
- 1969 : Don Segundo Sombra, film argentin réalisé par Manuel Antín, avec Adolfo Güiraldes, et Héctor Alterio. Le film est sélectionné en compétition officielle au Festival de Cannes 1970.